# David T. Abercrombie
David Thomas Abercrombie (Baltimora, 6 giugno 1867 – Ossining, 29 agosto 1931) è stato un imprenditore statunitense, fondatore della società Abercrombie & Fitch.

## Biografia
Topografo ed esperto di attività all'aria aperta, Abercrombie ha collaborato con il cofondatore Ezra Fitch. Dopo aver lasciato l'azienda, Abercrombie ha vissuto il resto della sua vita nelle Adirondacks con la sua famiglia fino alla morte.
Oggi la sua società, Abercrombie & Fitch Co., rimane uno dei marchi di abbigliamento americano di primo piano. La sua influenza nella società è forte anche oggi e nel 1998 è stato creato un secondo marchio, Abercrombie Kids.

## Vita e carriera

### Nascita, gli studi, e la famiglia
David T. Abercrombie è nato a Baltimora il 6 giugno 1867. Figlio di John e Elizabeth Sarah Abercrombie, i suoi figli sono: Elizabeth, nata nel 1897; Lucia, nata nel 1899; David nato nel 1901 e Abbott, nato nel 1909. Ha molti discendenti. Ha studiato nelle scuole pubbliche di Baltimora e da istruttori privati. Più tardi andò a studiare al Baltimore City College ed è diventato un ingegnere civile, topografo e capo di indagine per Norfolk & Western Railroad.

### Abercrombie & Fitch Co.
Il 4 giugno 1892, ha fondato Abercrombie Co.; il ricco avvocato Ezra Fitch era uno dei suoi clienti abituali Il 25 aprile 1896 Abercrombie sposa Lucy Abate Cate a Baltimora. La coppia ha risieduto a Newark per alcuni anni e mantenuto una capanna di legno a Greenwood Lake. Più tardi ha abitato a Brooklyn e infine a Ossining.
Nel 1900, Fitch ha acquistato una quota dell'azienda. Nel 1904, è stata costituita e nominata Abercrombie & Fitch Co. Abercrombie poi è entrato in controversie con Ezra Fitch a causa delle volontà di quest'ultimo di espandere la società al grande pubblico; Abercrombie cercò di mantenere in piedi la società come un negozio d'elite. Forse a causa di questa frattura, Abercrombie ha lasciato la società nel 1907, vendendo la sua parte di essa a Fitch.

### A & F e la morte
Nel 1917, Abercrombie divenne vicepresidente della Baker, Murray & Imbrie (negozio di articoli sportivi). In seguito ha fondato il David T. Abercrombie Society a New York e Abercrombie Corporation, che confezionava prodotti per l'esportazione. Morì a Ossining nella sua tenuta di campagna, un castello di pietra di nome Elda, affacciato sull'Hudson Valley e Long Island Sound.

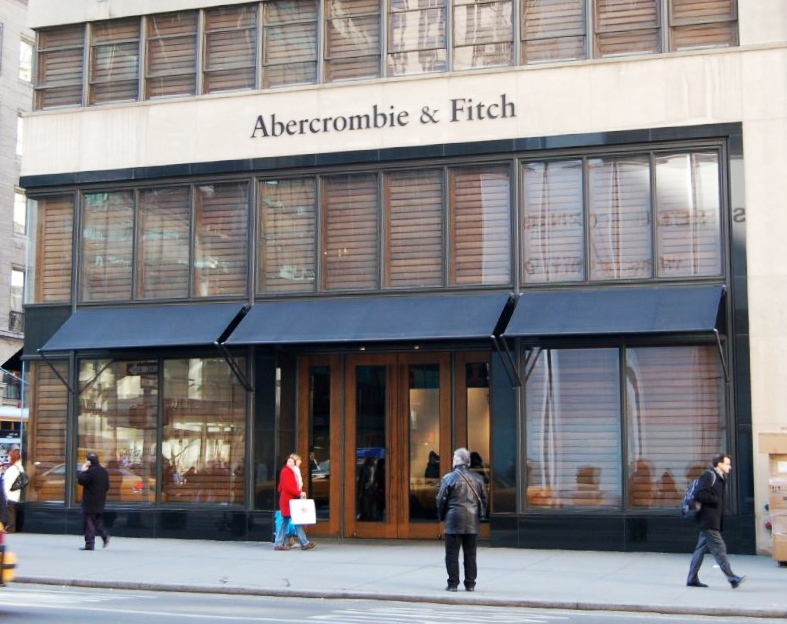
Abercrombie & Fitch ammiraglia's store su Fifth Avenue in Manhattan, New York

## Eredità
L'influenza di David Abercrombie nella sua azienda è rimasta alta, anche dopo il suo abbandono alla società. Abercrombie & Fitch è oggi un marchio simbolo degli Stati Uniti. Abercrombie & Fitch continua ad avere come simbolo l'alce.